# Linked Hybrid
Linked Hybrid – kompleks składający się z ośmiu budynków mieszkalnych zbudowany w latach 2003-2009 w Pekinie.
W skład kompleksów wchodzi osiem połączonych ze sobą budynków, w których znajdują się 664 mieszkania. Pomiędzy budynkami zlokalizowane zostały ogólnodostępne tereny zielone. Cała przestrzeń dostępna na parterach budynków przeznaczona jest na obiekty handlowo-usługowe, m.in. szkołę Montessori, przedszkole, restauracje, hotel oraz kino. W łącznikach między budynkami, usytuowanych między dwunastym a osiemnastym piętrem znajduje się m.in. basen, fitness club, kawiarnia oraz galeria.
Kompleks posiada studnie głębinowe gwarantujące dostęp do źródeł termalnych.

## Nagrody
- Najlepszy wysokościowiec Azji i Australii 2009 (Best Tall Building Asia & Australasia) - CTBUH;
- Najlepszy wysokościowiec świata 2009 (Best Tall Building Worldwide) - CTBUH;